# Qui muore Puccini
Qui muore Puccini, sottotitolo Il finale perduto di Turandot, è un romanzo dello scrittore e giornalista Stefano Cecchi. Ambientato nel 1924, racconta in chiave narrativa vicende legate agli ultimi mesi di vita del compositore Giacomo Puccini, con particolare riguardo alla sua opera Turandot che l'autore lasciò incompiuta.
“Qui muore Puccini” è una frase pronunciata dal grande direttore d'orchestra Arturo Toscanini il 25 aprile 1926 durante una prima al Teatro alla Scala, nel momento in cui giunse a dirigere fino al punto in cui l'opera era rimasta incompiuta.

## Trama
È il 1924, il sessantaseienne compositore Giacomo Puccini all'apice della fama si trova nella propria casa sul lago di Massaciuccoli, in provincia di Lucca, dove si è ritirato per scriver il finale dell'opera Turandot. Una notte si ritrova in casa una giovane apparentemente in fuga. La ragazza, che ha 19 anni e si chiama Mara, è disinibita e sarcastica, soprattutto riguardo all'adesione del musicista, che lei ha riconosciuto, al fascismo. Lui afferma di esser un uomo d'ordine, e di approvare Mussolini, non gli eccessi delle sue Camicie Nere.
Quasi subito, malgrado l'età, l'uomo della giovane; le confessa di avere appena terminato di scrivere le ultime 36 pagine della Turandot, che il suo amico direttore d'orchestra Arturo Toscanini verrà a visionare entro due giorni a Montecatini, e gliele consegna da leggere per avere una sua opinione. Il giorno dopo, recatosi a Viareggio in auto, Puccini scopre però che c'è stato un attentato in cui è stato ucciso Zenobi Ferri, giovane militante fascista. Sospetta immediatamente che la fuga di Maria sia legata all'episodio, torna alla casa di Torre del Lago ma la giovane è scomparsa insieme alla partitura che le ha consegnato.
Così al suo appuntamento con Toscanini, non può fare altro che confessargli di non essere più in possesso del finale della Turandot. A questo punto chiede al suo amico Falcone Risaliti, maresciallo dei Carabinieri, di ritrovare Mara e la sua partitura; è convinto che la giovane sia coinvolta nell'attentato in cui è morto Ferri.
Risaliti parte per Firenze alla ricerca del professore di Lettere al quale ha accennato Mara; potrebbe essere un certo Vittore Quentin Badalorso, noto socialista. Il maresciallo si reca a casa sua e lo trova impiccato, probabilmente suicida. La Milizia fascista indica in Quentin uno dei due attentatori, ma i conoscenti ne parlano come di un pacifista. Deciso a continuare l'indagine per la promessa fatta a Puccini, che nel frattempo è partito per Bruxelles con l'intenzione di sottoporsi a cure per un tumore alla laringe, Risaliti interroga la moglie di Zanobi Ferri, che gli confessa i dubbi del marito sull'opportunità di rimanere nella Milizia.
Il Prefetto però ha stabilito di togliere l'indagine all'Arma dei Carabinieri e lasciare che sia la milizia fascista a condurre l'inchiesta e fare vendetta. Il responsabile locale delle camicie nere è un certo Asclepia Batrace, uomo violento e di vedute molto ristrette. Risaliti si intestardisce e decide di continuare le ricerche: riesce persino a infiltrarsi durante la riunione di un circolo culturale social-comunista a Firenze, ma viene scoperto e finisce nei guai. Inoltre nessuno gli conferma l'esistenza di una ragazza di nome Mara tra gli studenti dell'università.
Nella pineta di Torre del Lago i carabinieri rinvengono il corpo di un ragazzo ucciso con un colpo d'arma da fuoco alla nuca; si tratta di Giulio Fossombroni, allievo del professor Quentin, scomparso di casa da qualche giorno insieme alla fidanzata Leda Ballerini. Risaliti non ci mette molto a capire che si tratta della famosa Mara, e intervistando la madre della ragazza scopre il nascondiglio in cui la ragazza ha lasciato il racconto scritto di ciò che davvero accadde al posto di blocco. Lei si stava recando insieme a Giulio e al Professore a portare la solidarietà di insegnanti e studenti universitari alla camera del Lavoro di Sarzana, che si stava opponendo alla violenza fascista. Al posto di blocco Asclepia Batrace aveva scoperto in auto volantini “sovversivi” e tentato di violentare Leda. Zanobi Ferri era intervenuto per difenderla e il comandante l'aveva ucciso. Il professore ne aveva approfittato per fuggire, lasciandola sola in campagna, e Leda era riuscita a nascondersi a casa Puccini.
Risaliti si reca a casa di uno dei giovani fascisti che si trovavano al posto di blocco, e viene a sapere che Giulio Fossombroni è stato assassinato dalle camicie nere dopo l'episodio. Invitato dal maestro Puccini, si reca a trovarlo nella clinica di Bruxelles e gli racconta di aver rintracciato Mara/Leda, e che il finale dell'opera è al sicuro nella cassaforte della casa di Torre del Lago; ma la verità purtroppo è un'altra, che il maresciallo non ha cuore di rivelare al compositore.
Puccini muore per i postumi di un'operazione alla gola a fin novembre 1924.

## Edizioni
- Stefano Cecchi, Qui muore Puccini, coll. Eretica Speciale, Stampa Alternativa, 2008,  p. 290, ISBN 9788862220644.